# Henri II le Bon
Pour les articles homonymes, voir Henri II.
Henri II le Bon (mort le 2 octobre 1016) est comte de Stade au début du XIe siècle.

## Biographie
Henri est le fils aîné d'Henri le Chauve (en), comte de Stade, et de son épouse Judith von der Wetterau, petite-fille de Gebhard, duc de Lorraine. Il succède à son père comme comte de Stade. 
On sait peu de choses sur Henri, à part les écrits de Thietmar de Merseburg, qui a décrit la mort de ses trois oncles maternels Henri, Udo et Siegfried, capturés par des pirates avec le comte Adalgar. Thietmar rapporte également qu'Henri détruisit le château de Harsefeld et le remplaça par un monastère. 
Henri est remplacé par son frère cadet Siegfried II à sa mort. Son autre frère, Lothaire-Odon Ier, est également identifié dans certaines sources comme un comte de Stade et, si tel est le cas, les deux frères ont partagé le comté pendant un certain temps.

## Mariage et descendance
De sa femme Mathilde, d'ascendance inconnue, Henri a deux enfants, dont un fils :
- Siegfried III (mort le 26 octobre 994).

## Sources
- Warner, David A., Ottonian Germany: The Chronicon of Thietmar of Merseburg, Manchester University Press, Manchester, 2001
- Hucke, Richard G., Die Grafen von Stade 900-1144 . Généalogie, politische Stellung, Comitat und Allodialbesitz der sächsischen Udonen; Insulter. Kiel, Stade mit umfassenden Nachweisen der Quellen und älteren Literatur, 1956